# 羅斯海小帶腭魚
羅斯海小帶腭魚為輻鰭魚綱鱸形目南極魚亞目鱷冰魚科的其中一種，分布於南冰洋的羅斯海海域，棲息深度289-296公尺，體長可達29.3公分，為底棲性魚類，屬肉食性，生活習性不明。